# 声道
声道（、英: vocal tract）は、ヒトを含む動物の体内の音の発生器より発せられた音が、体外に放出されるまでの間に通過してくる、動物の体内の空洞のことである。なお、ここで言う音の発生器というのは、鳥類の鳴管や、哺乳類の喉の辺りにある音の発生器（ヒトで言う声帯）を指す。
ヒト以外の動物の声道は #人以外 節で扱う。他の節はヒトを前提とする。

## 構成器官

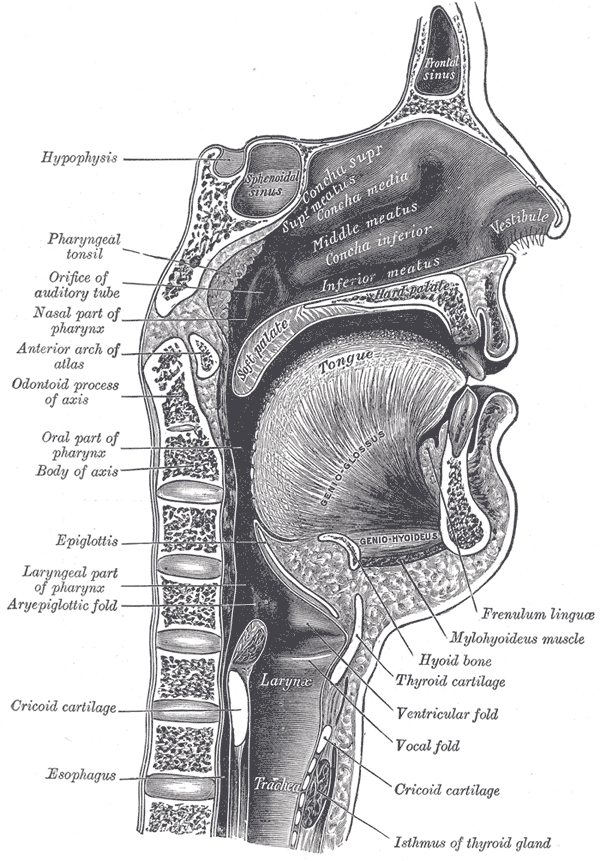
ヒトの声道の矢状面

声道は様々な器官がつくる空間により構成される。以下はその一覧である：
- 鼻腔: 
  - 鼻孔（上端①）
  - 副鼻腔[注 1]
- 口腔
  - 口裂（上端②）
- 咽頭
  - 上咽頭腔
  - 中咽頭腔
  - 下咽頭腔
    - 梨状窩[注 1]
- 喉頭
  - 喉頭前庭
  - 喉頭室
  - 声門裂（下端）

なお、下気道（気管）は声道に含めない場合が多い。しかし声門下共鳴の形で声に影響する可能性が示唆されている。

## 指標

### 声道長
声道長（、英: vocal tract length）は声門から口唇までの長さである。

### 声道断面積関数
声道断面積関数（、英: vocal-tract area function, VTAF）は声道の位置に対する断面積の関数である。
声道内を進む音波の進行方向を軸として、軸と垂直な声道の横断面を考える。こうすると各位置における声道の断面積が算出でき、これは位置に対する断面積の関数として表現できる。これが声道断面積関数である。
声道断面積関数はレントゲンや核磁気共鳴画像法（MRI）を用いて計測できる。この関数は様々な声道モデル・音響モデルで利用される。

### 声道幅
声道幅（）は声道の短軸方向の幅である。
声道を粗くモデル化すると「太さが変わる筒」と見做せる。この筒の直径にあたる、声道の短軸方向の幅が声道幅である。典型的にはMRIなどにより正中矢状断の画像を取得して声道を同定し、その短軸方向の幅を声道幅として計測する。
様々な音響モデルでは音響管の幅あるいは断面積を必要とする（例: 断面積を要するヘルムホルツ共鳴器）。声道幅が計測できればこれをそのまま、あるいは正円断面の仮定を置いて算出した断面積を用いることで様々なモデルが利用可能になる。
実際の声道は正円の筒ではなく楕円やより非定型であるため、声道幅だけではある位置における声道を記述し切れない。より情報量の多い指標には声道断面積関数がある。

## 個体差

### 声道長の個体差
声道の全長には年齢差・性差・個人差がある。声道の平均的な長さは、成人男性で16.9 cm、成人女性で14.1 cmである。

## 声道と音色
声道は、管楽器の管の部分（リードの部分ではない）や、シンセサイザーに喩えられることがある。事実、声道はシンセサイザーの一部のような役割を果たしており、たとえ音の発生器で作られている元々の音が全く同じであっても、声道の形状によって、体外に発せられる音の音色は変化する。これは、声道の形状によって共鳴する音の周波数が変わることなどが原因である。よって、ヒトなどはこの部分の形状を変化させることも利用して、会話や歌唱などを行っている。（無論、声帯の振動数を変えるなど、声道の形状以外のパラメータも関係する。あくまで「この部分の形状を変化させること”も”利用して」となっている点に注意。）
ともあれ、ヒトのように複雑な発声を行うためには、この声道の形状などをかなり自由にコントロールすることが必須となる。（もちろん、ヒトは声道の形状のコントロールだけで言葉を話しているわけではないが、声道の形状を変えるという点に着目すると、特に舌の動かし方など、声道の中でも口腔の部分が大きな要素となっている。）例えば、ヒトの幼児の発する言葉が不明瞭となるのは、この声道の形状を上手くコントロールできないことも一因である。他にも、いわゆる早口言葉が言いにくいのは、あまり意味の無い言葉だからなどと言った別な理由もあるが、やはり声道の形状をコントロールしにくい言葉だからということも一因となっている。さらに、母語は簡単に発音できても、それ以外の言語では発音に苦労することがある理由の1つに、母語を発音するための声道の形状のコントロールは幼い頃から日常的に訓練が続けられているのに対し、それ以外の言語ではそうではないことが挙げられる。つまり、母語以外の言語を発音するために必要な声道の形状のコントロールについて、十分習熟していないことが一因なのである。
また、個体によって声が異なっているのは、声道の形状が個体によって違うことが一因である。（ヒトの場合、声紋が個体によって異なっていることが知られているが、この声紋を決める要素の1つが、声道の形状だと言い換えることもできる。）これは、ヒトの声道の形状のコントロール能力には限界があり、どうしても個体による声道の形状の違いが残ってしまうためだ。したがって、例えば、ある人が「あ」と発音している時の声道の形状をMRIなどを使って正確に測定し、その形状をヒトの身体と似た柔らかさを持つ樹脂などを使って、正確に再現した模型を作ったとする。それと同時に、その人の「あ」と発音する時に声帯が振動している周波数を正確に測定し、その周波数の音を出す装置を作り、そこに樹脂などを使って再現した声道の模型を被せてみると、その声道の持ち主が「あ」と発音しているのと似た音が出るわけである（無論、声道の形状以外にも音色に変化を与える要素があるので、全く同じ音にはならない）。
なお、ヒトは成長に伴って声が変わってゆくが、その理由の1つとして、身長の伸びと共に声道が長くなってゆくことも挙げることができる（ただし、男性の声変わりで顕著なように、声帯の形状が変わることなど、成長に伴って声が変わる要素は、声道の形状の変化以外にもあるので、あくまで理由の1つである）。

## モデル

### 一様音響管モデル
一様音響管モデル（、英: uniform tube model）は声道を一様な太さを持つ閉管で近似する数理モデルである。単一音響管モデル（）とも。
声道は声門から口まで似た太さをもった管状構造であり、また発声中のある瞬間では声門が閉じて口が開いている。これは一様な太さをもち片側が開口端・もう片側が閉口端になっている管、すなわち閉管とみなせる。一様音響管モデルは声道を一様な太さの閉管で近似する数理モデルである。
閉管では音響共鳴が起きる（仕組みの詳細は 音響共鳴#一方の端が閉じている）。そのため一様音響管モデルは音源の共鳴による強弱を予想する。男性平均である声道長 17 cm を一様音響管モデルに適用すると周波数 500 Hz・1500Hz・2500Hz・... で共鳴すると予想される。これはフォルマントの基礎を上手く説明する。また女性平均である声道長 14 cm を適用すると、周波数 600 Hz・1800Hz・3000Hz・... で共鳴すると予想される。これは男性より高い周波数であり、フォルマントの性差を上手く説明する。

## 人以外
声をもつ動物はヒト以外にも多く存在する。それらの動物にも声道が見出される。

### 鳥類
鳥類の場合、声道は、気管、鳴管、口腔、食道の上部、クチバシから成る。

### 哺乳類一般
哺乳類一般の場合、声道は、喉頭、咽頭、口腔、鼻腔から成る。